# 549228 Labuda
549228 Labuda è un asteroide della fascia principale. Scoperto nel 2011, presenta un'orbita caratterizzata da un semiasse maggiore pari a 2,9145156 au e da un'eccentricità di 0,0220296, inclinata di 12,67692° rispetto all'eclittica.
L'asteroide è dedicato all-attore slovacco Marián Labuda.